# Pchełki ziemne

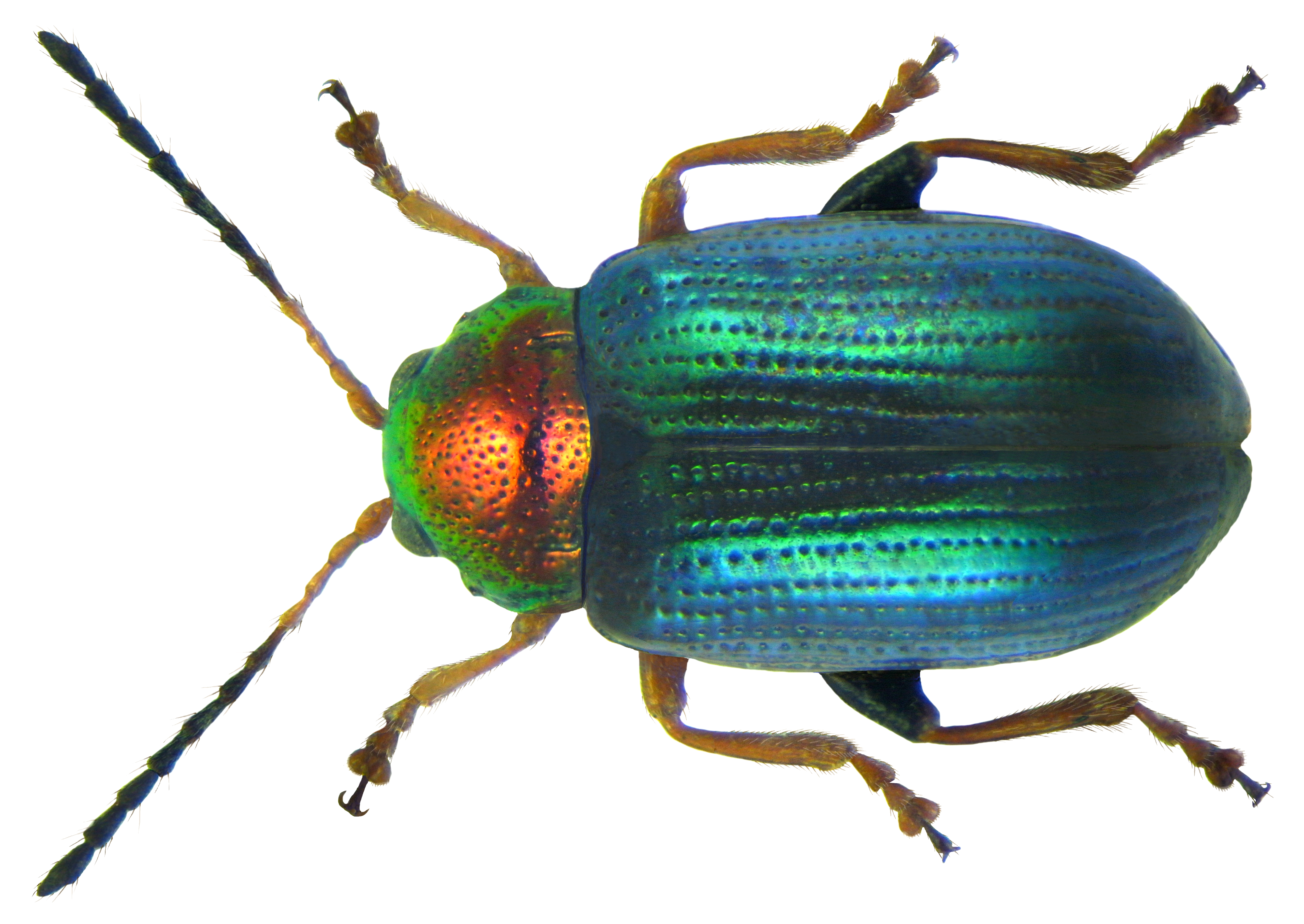
Crepidodera aurata

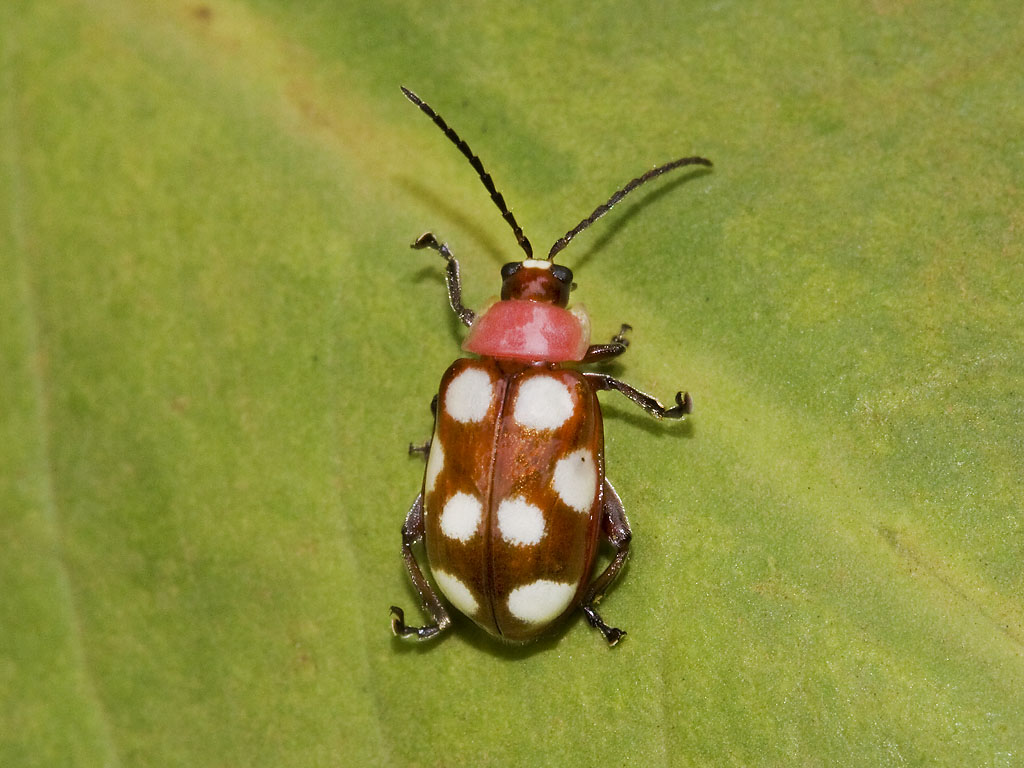
Omophoita cyanipennis

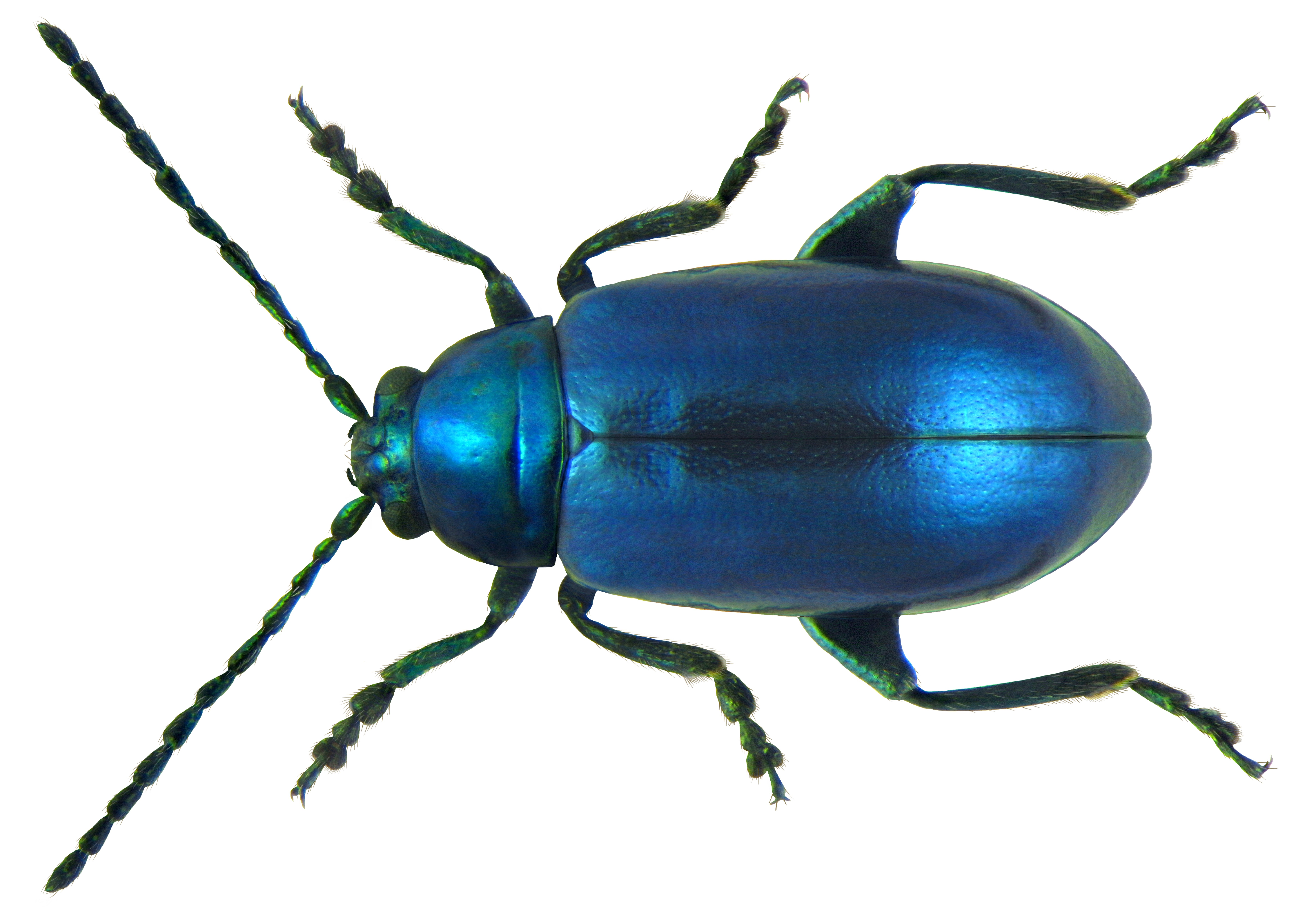
Altica lythri

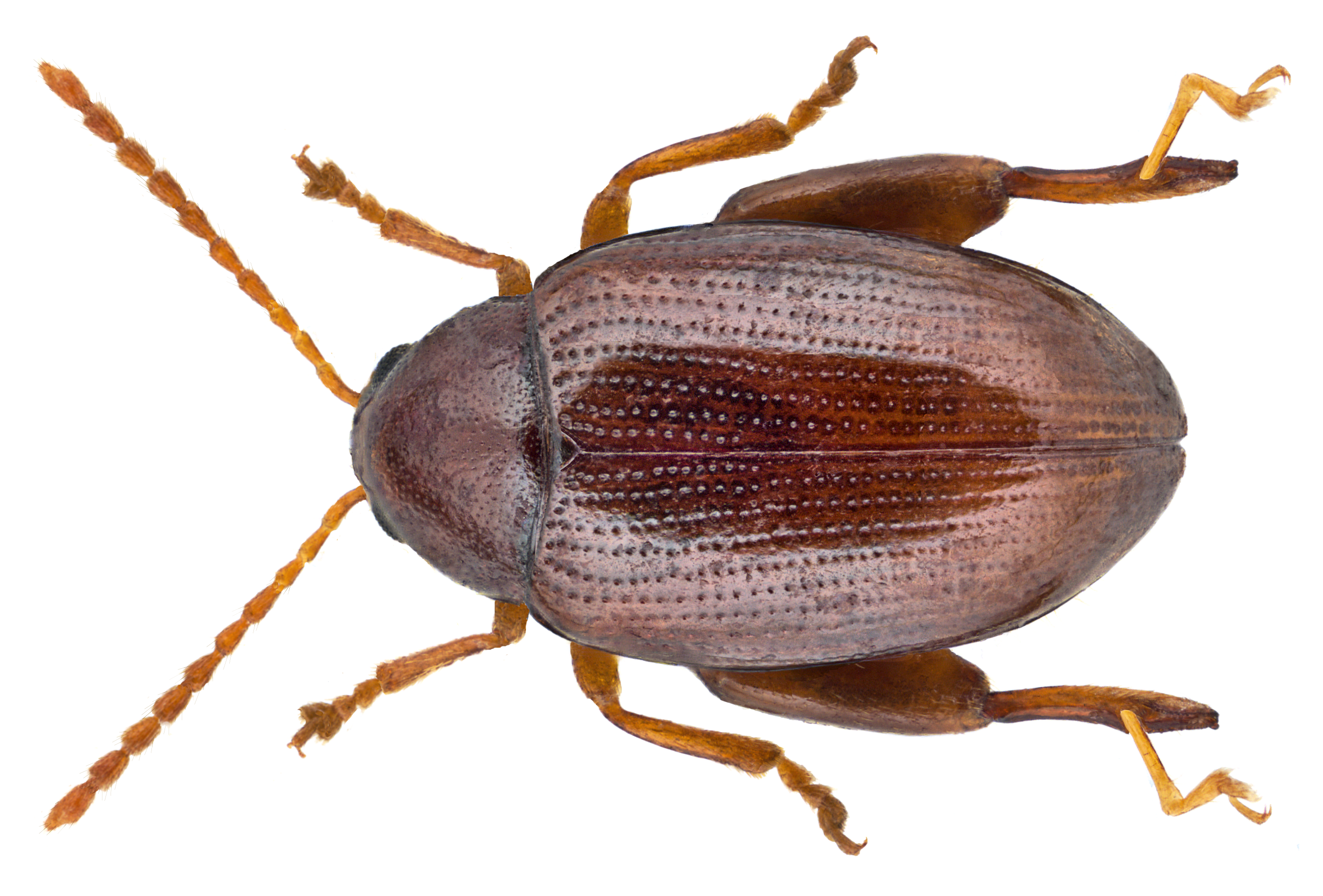
Psylliodes luteola

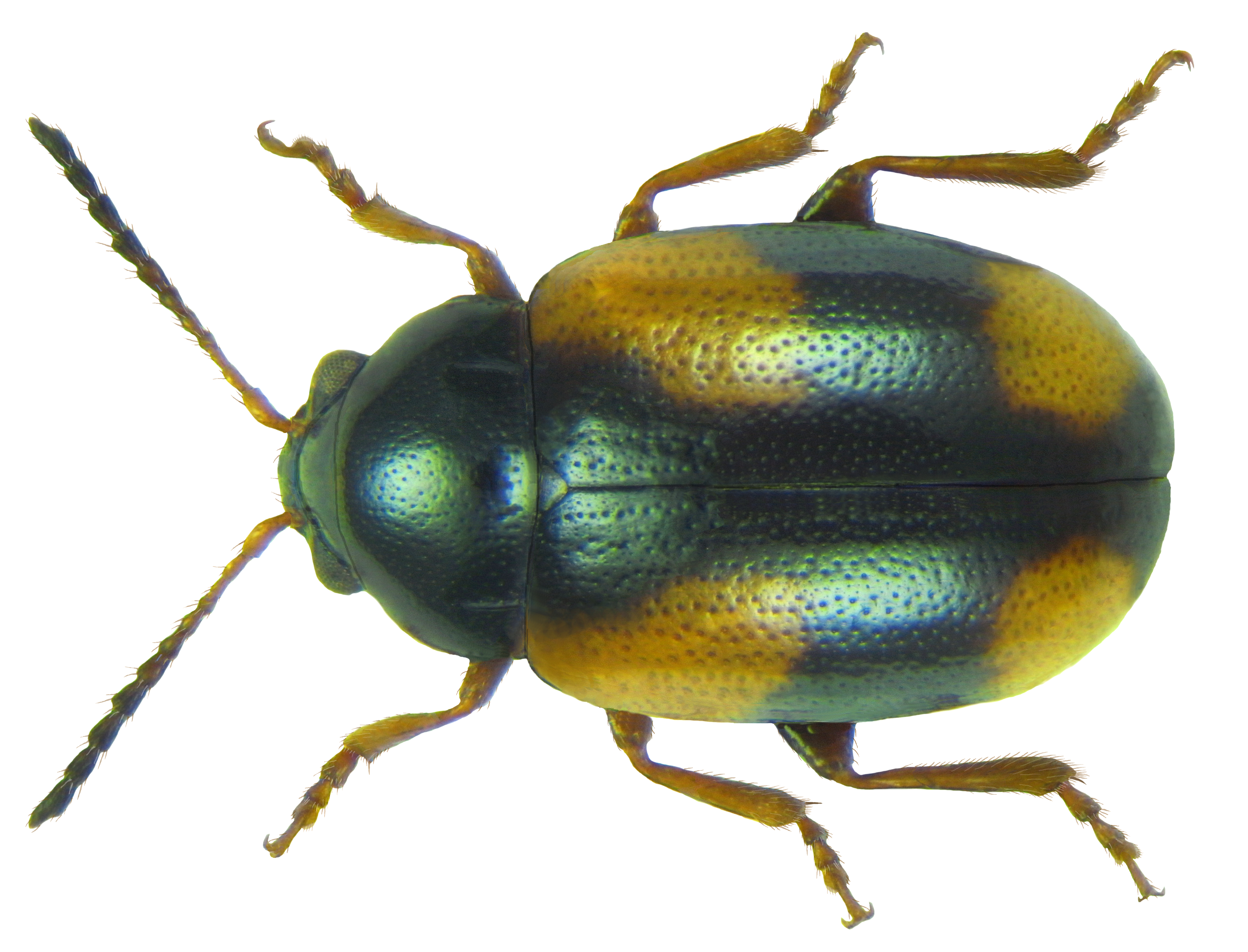
Podagrica maculata

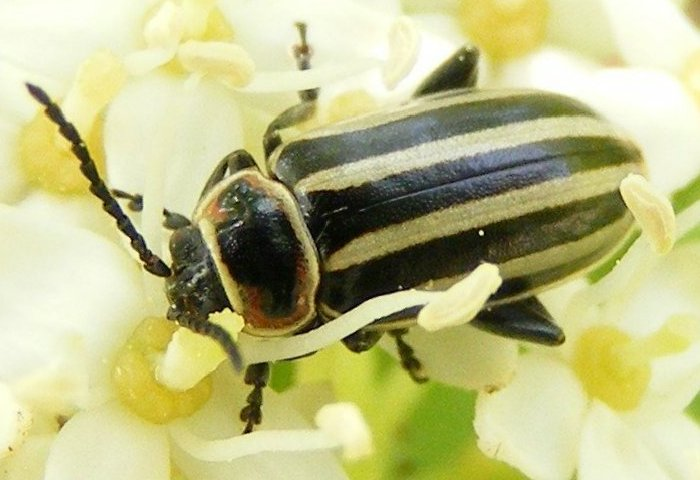
Disonycha pensylvanica

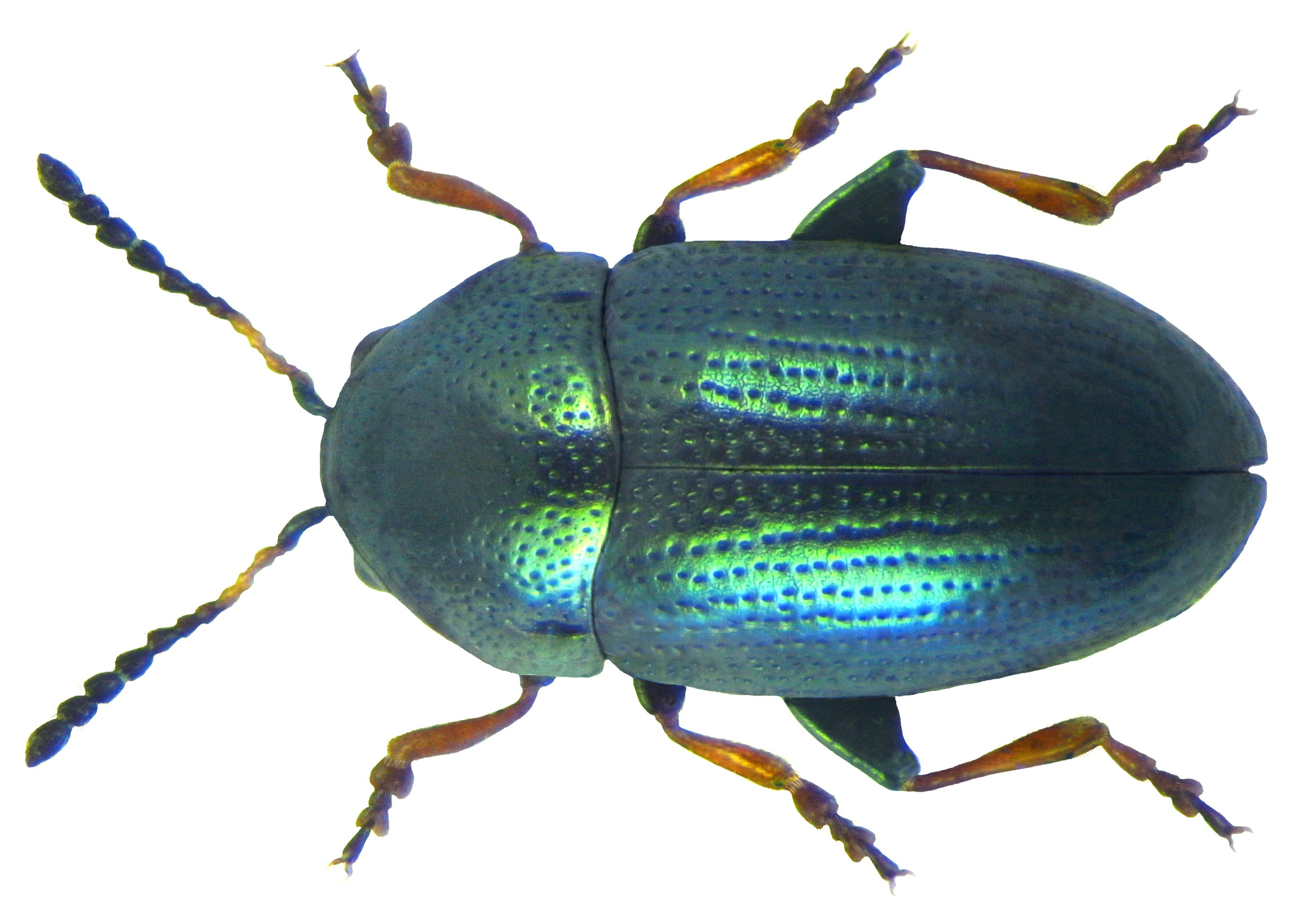
Mantura mathewsi

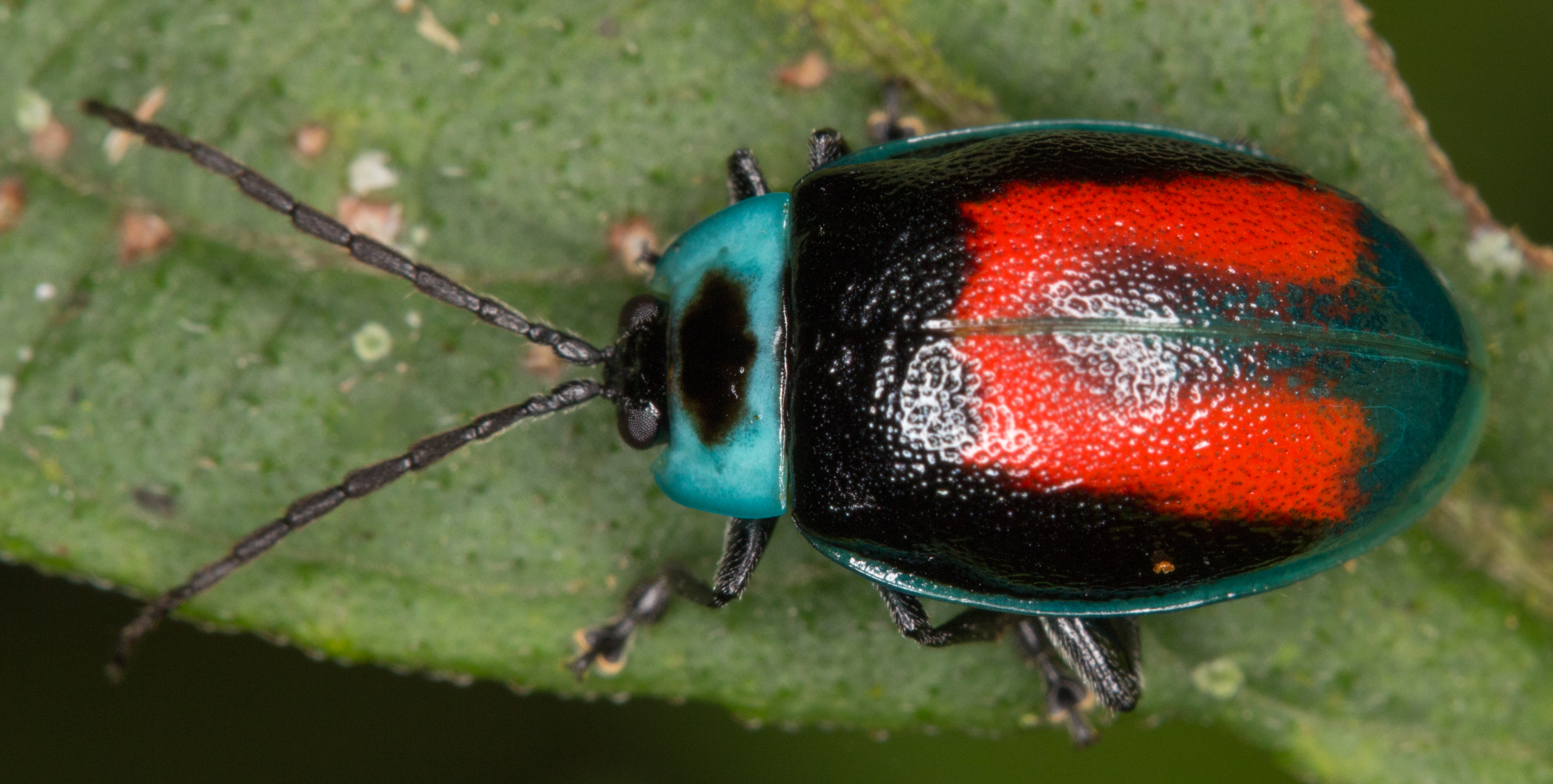
Aspicela bourcieri

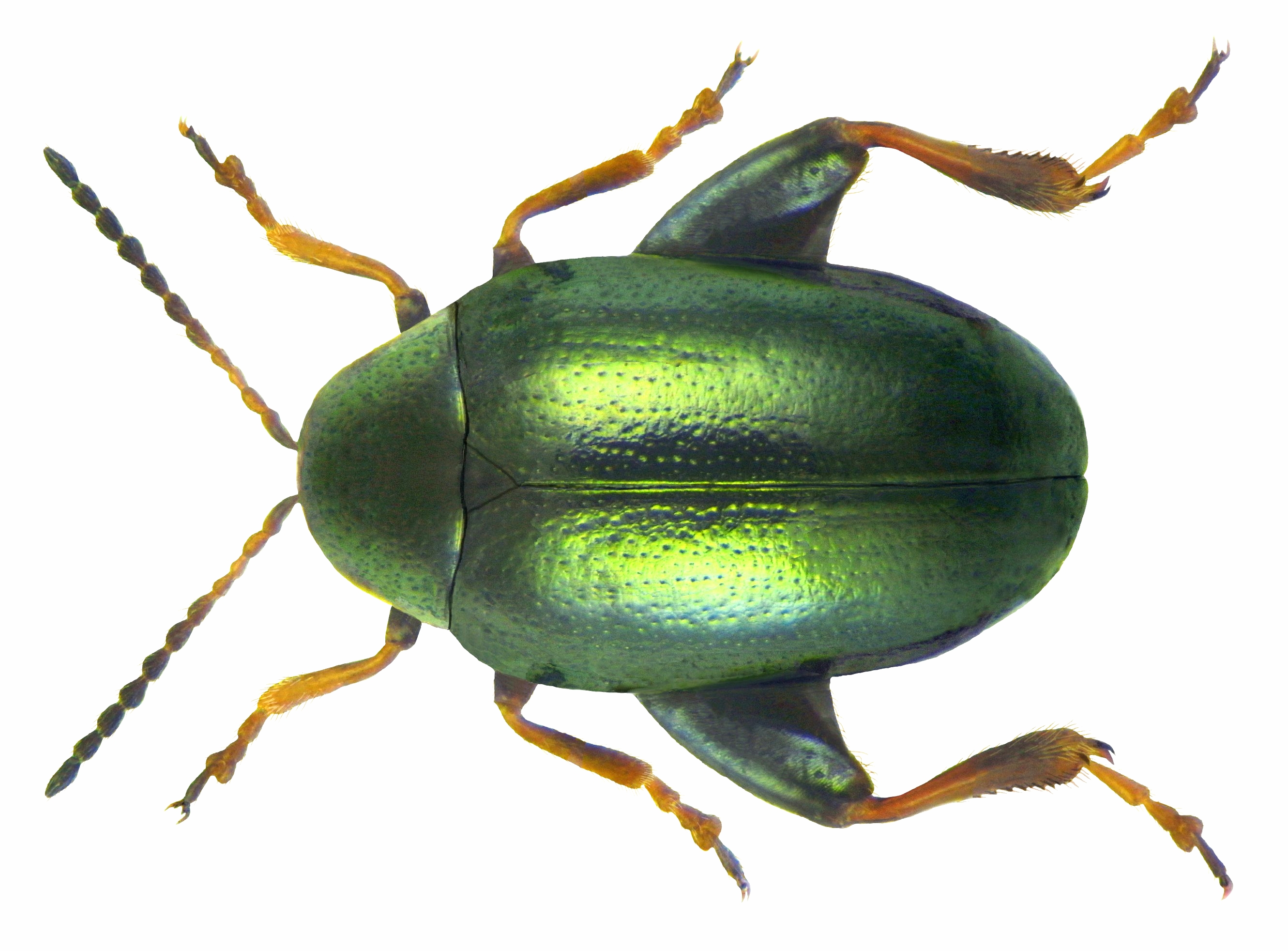
Dibolia cynoglossi

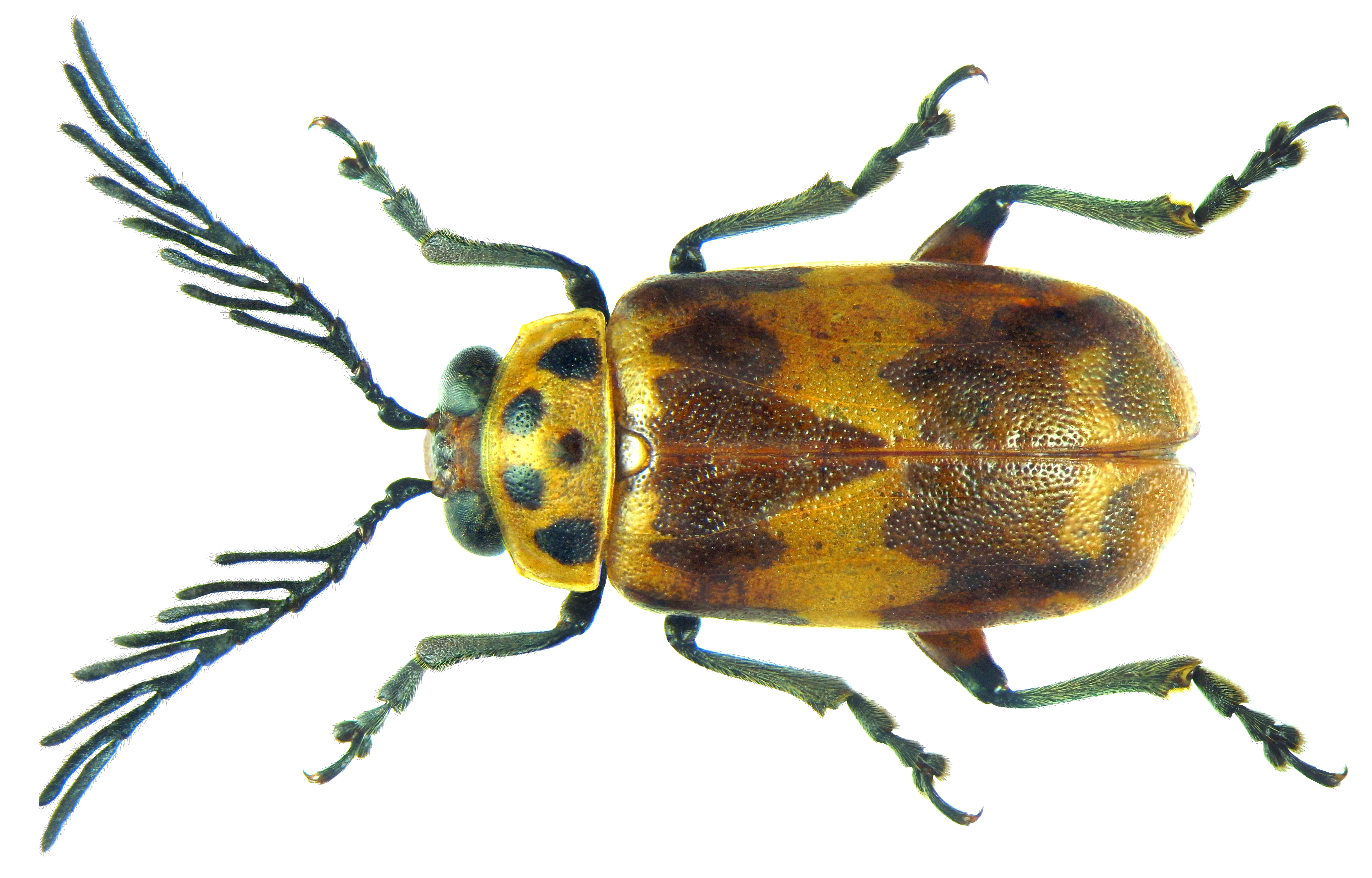
Samiec z rodzaju Polyclada

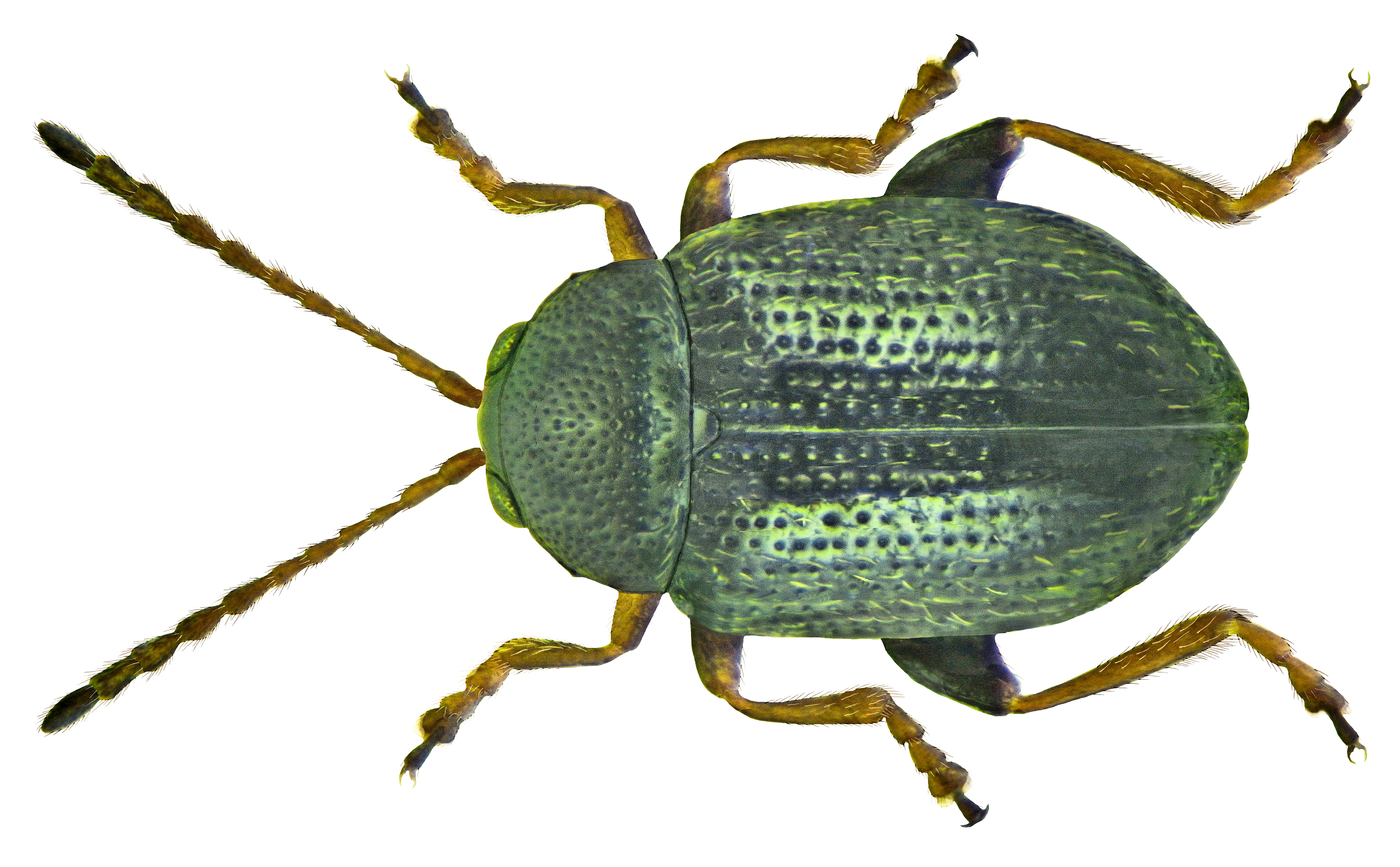
Epithrix pubescens

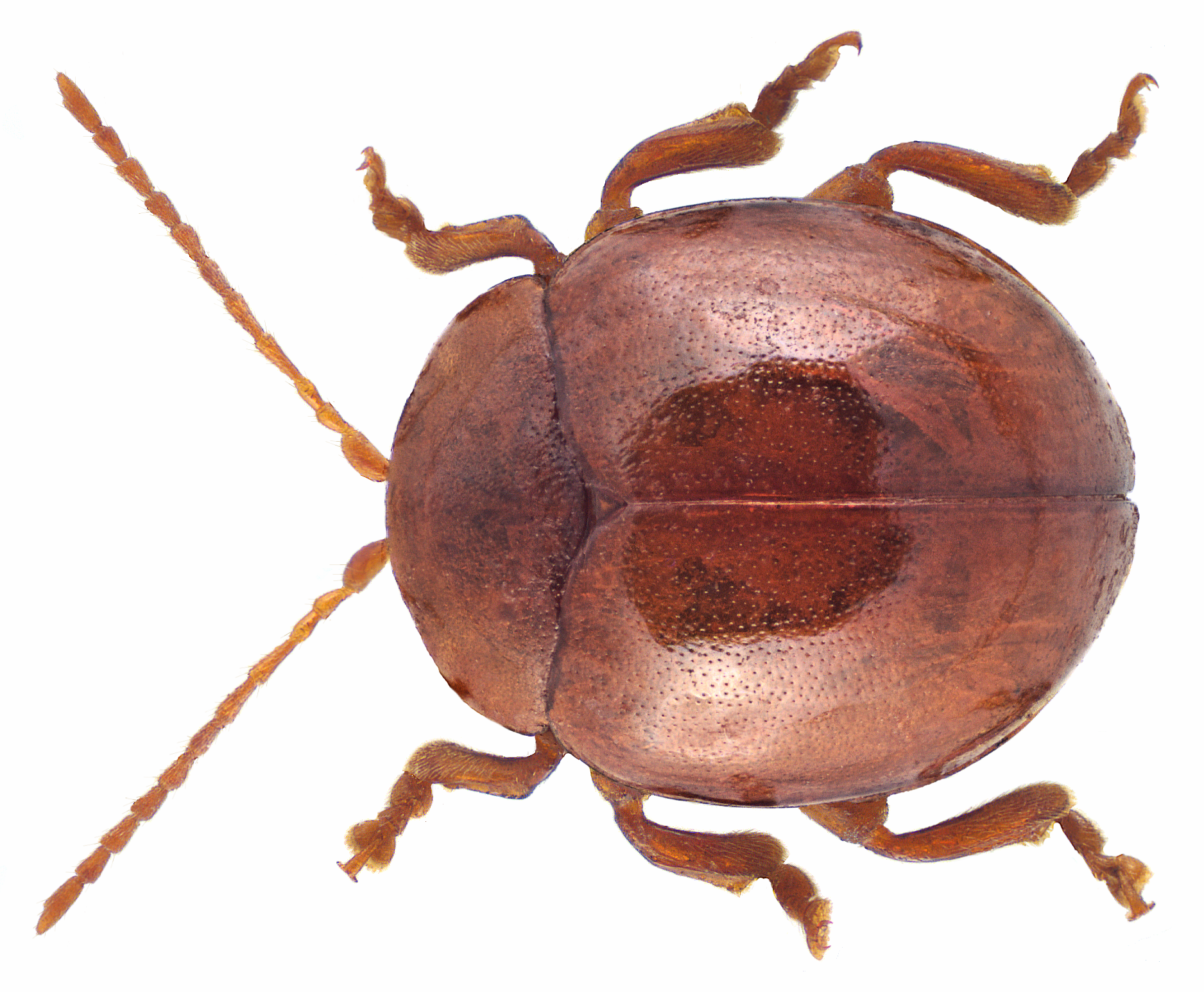
Argopus ahrensi

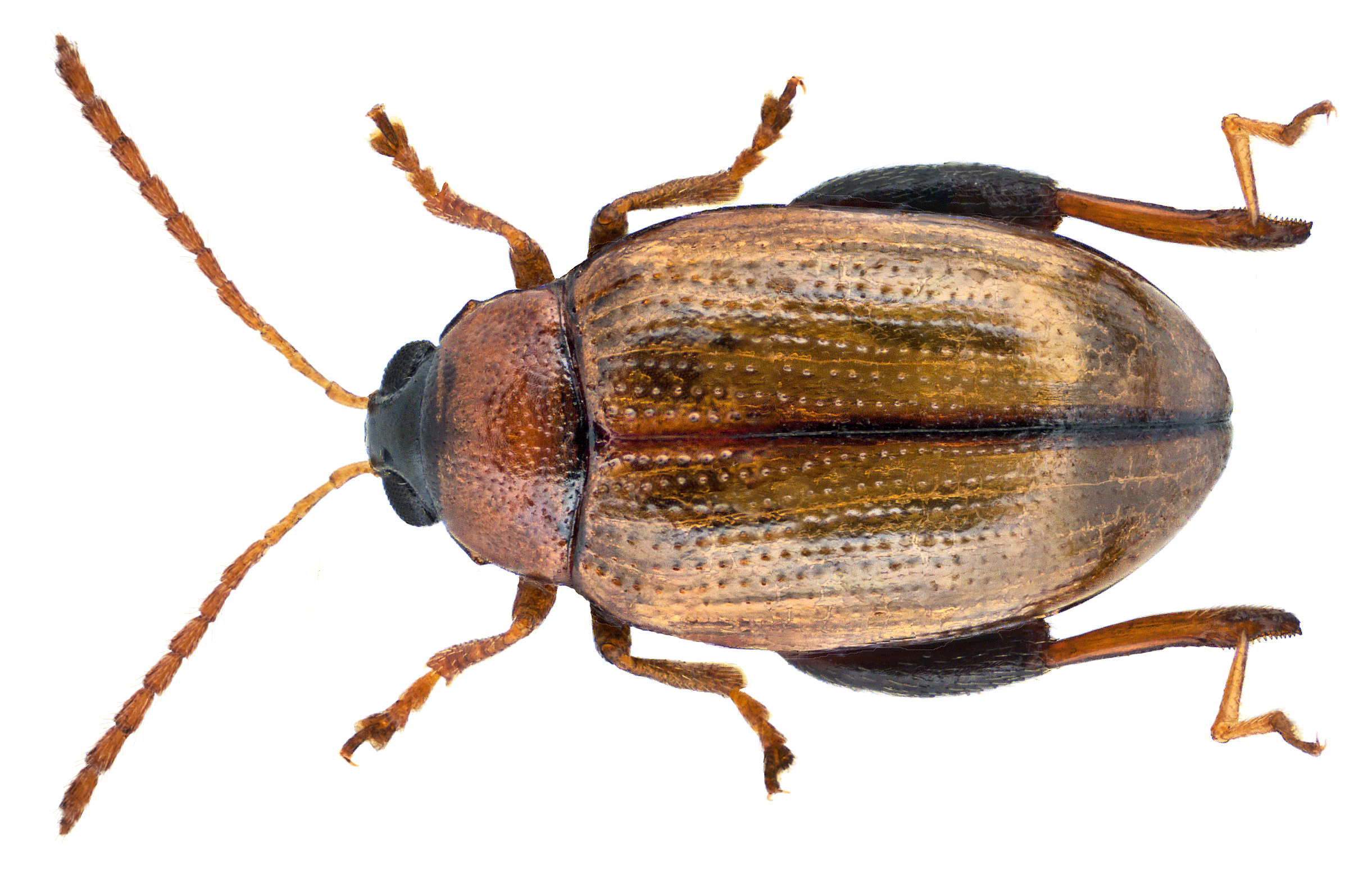
Psylliodes affinis

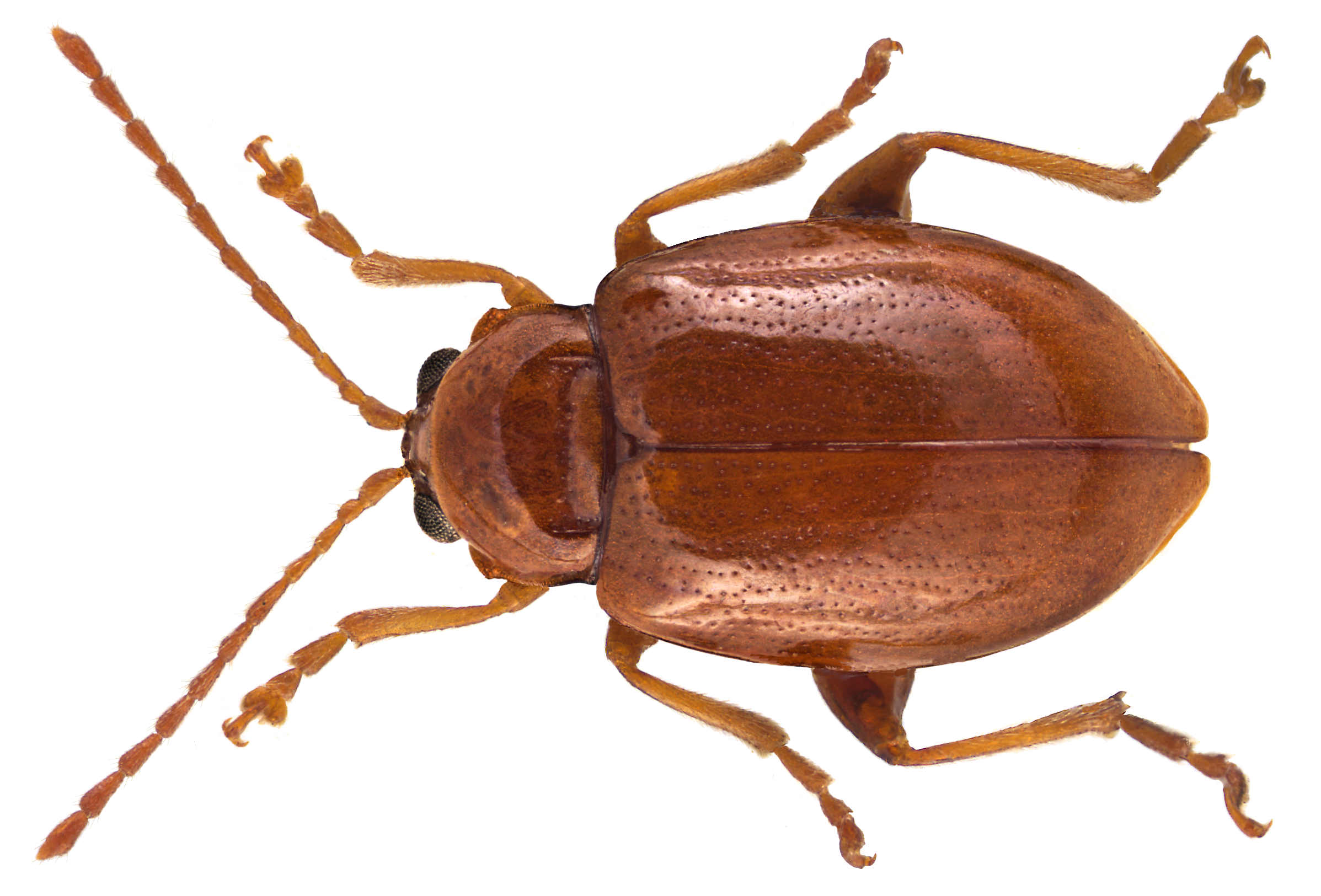
Neocrepidodera impressa

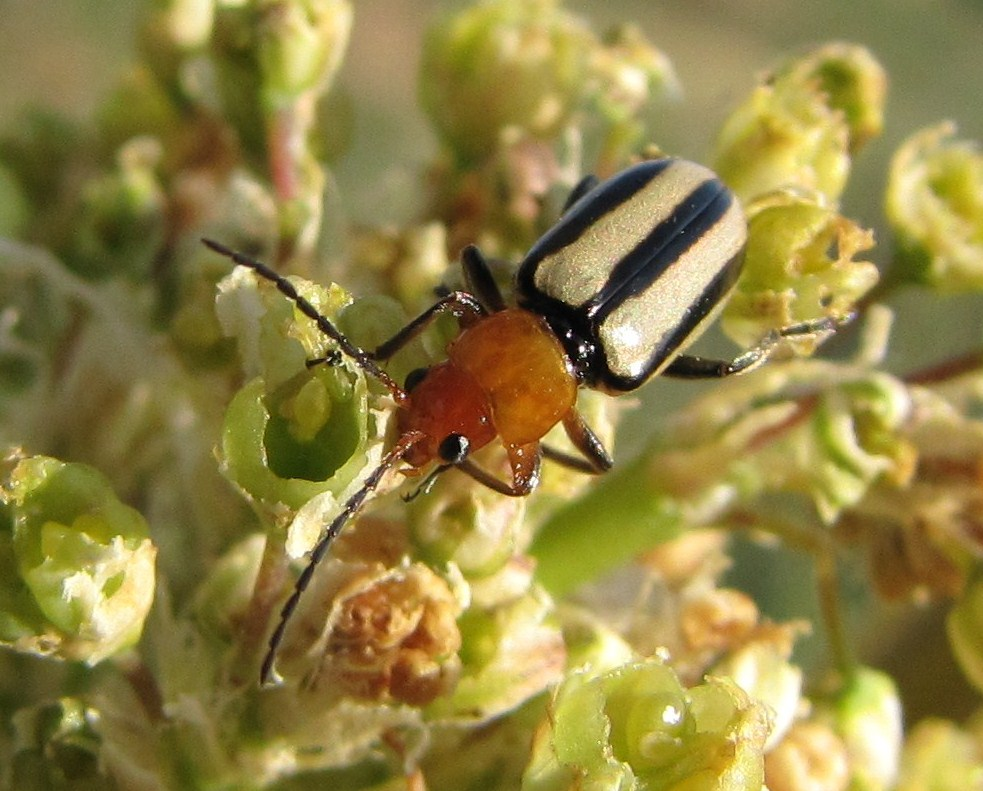
Systena blanda

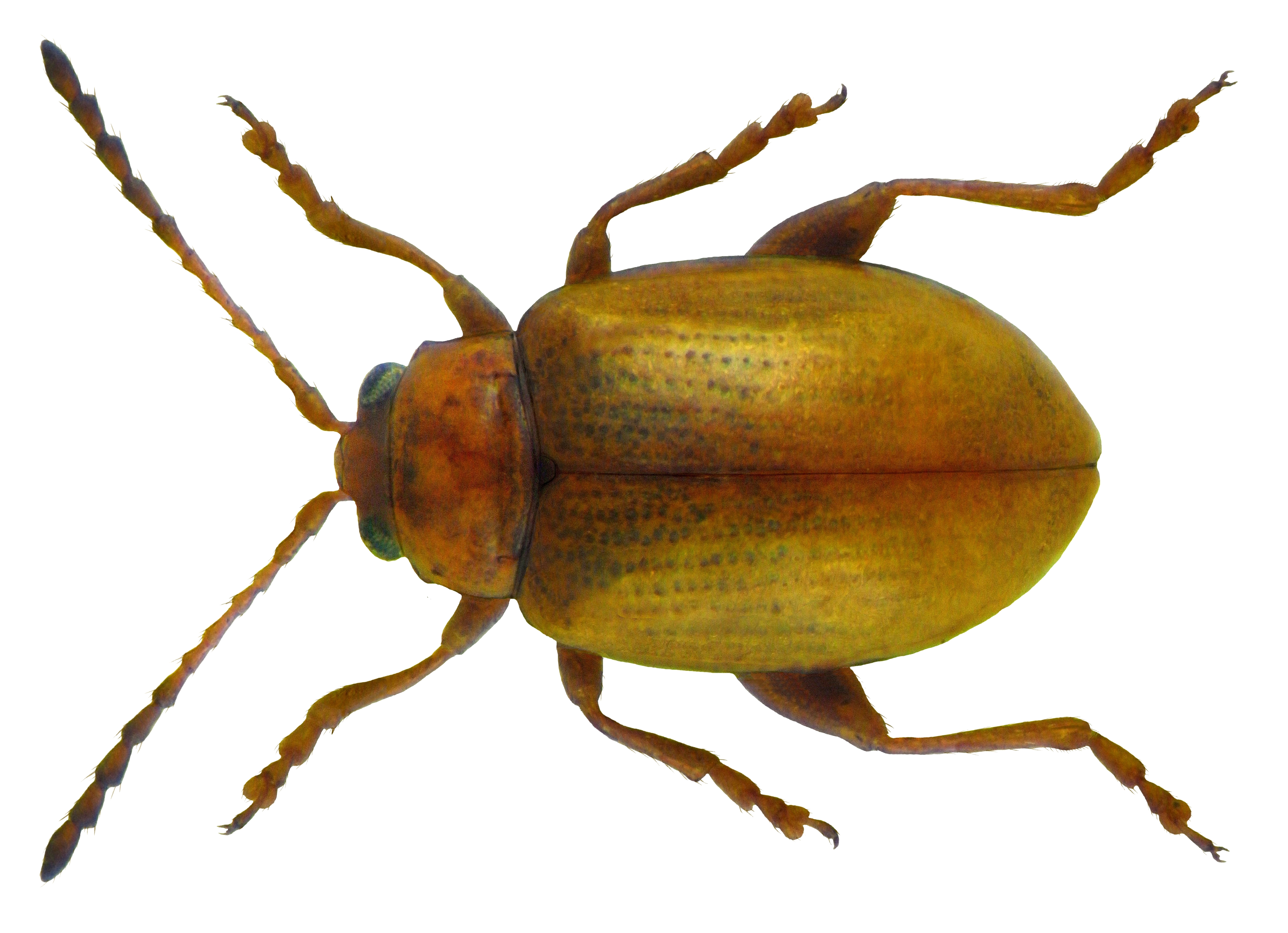
Ochrosis ventralis

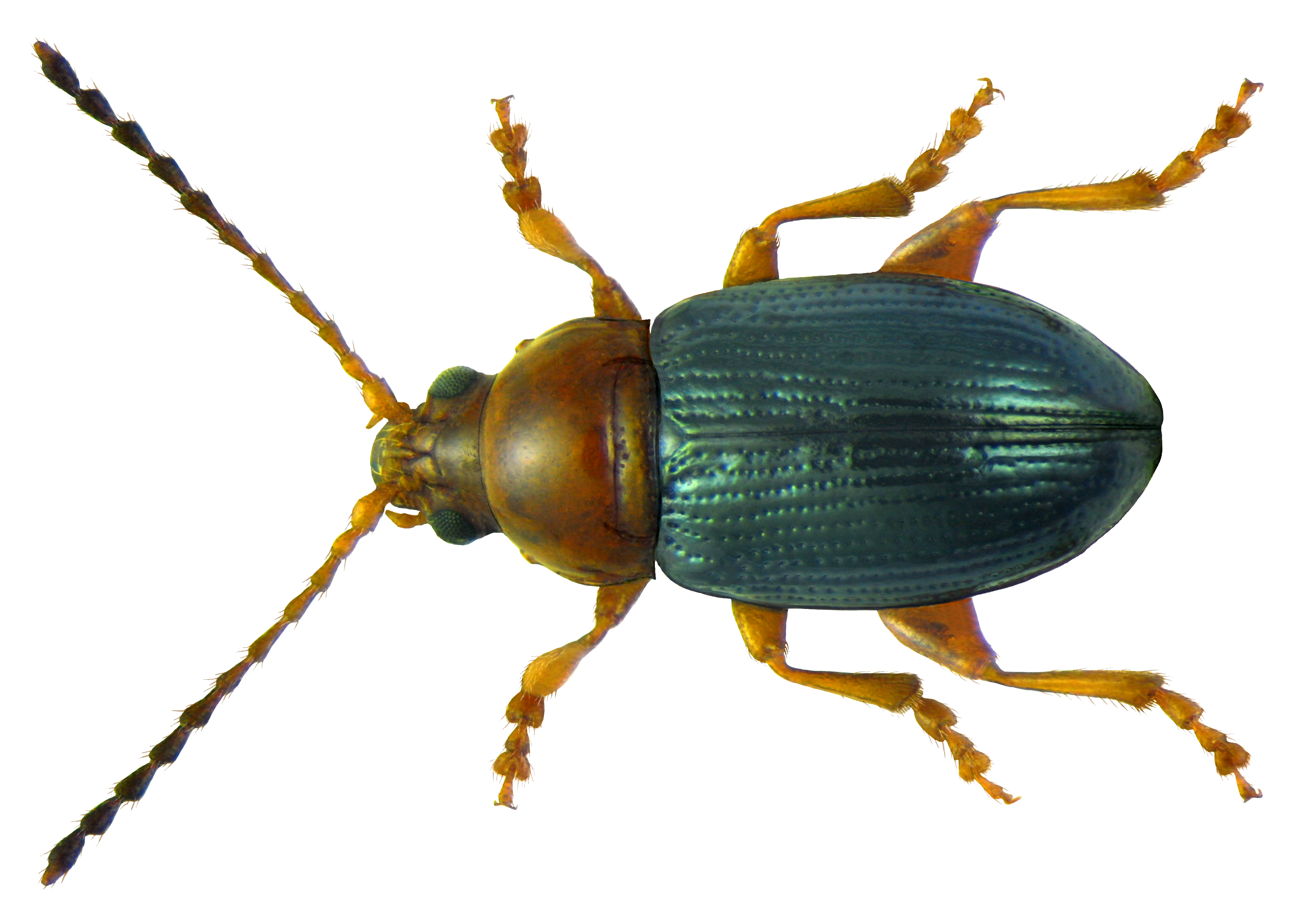
Derocrepis rufipes

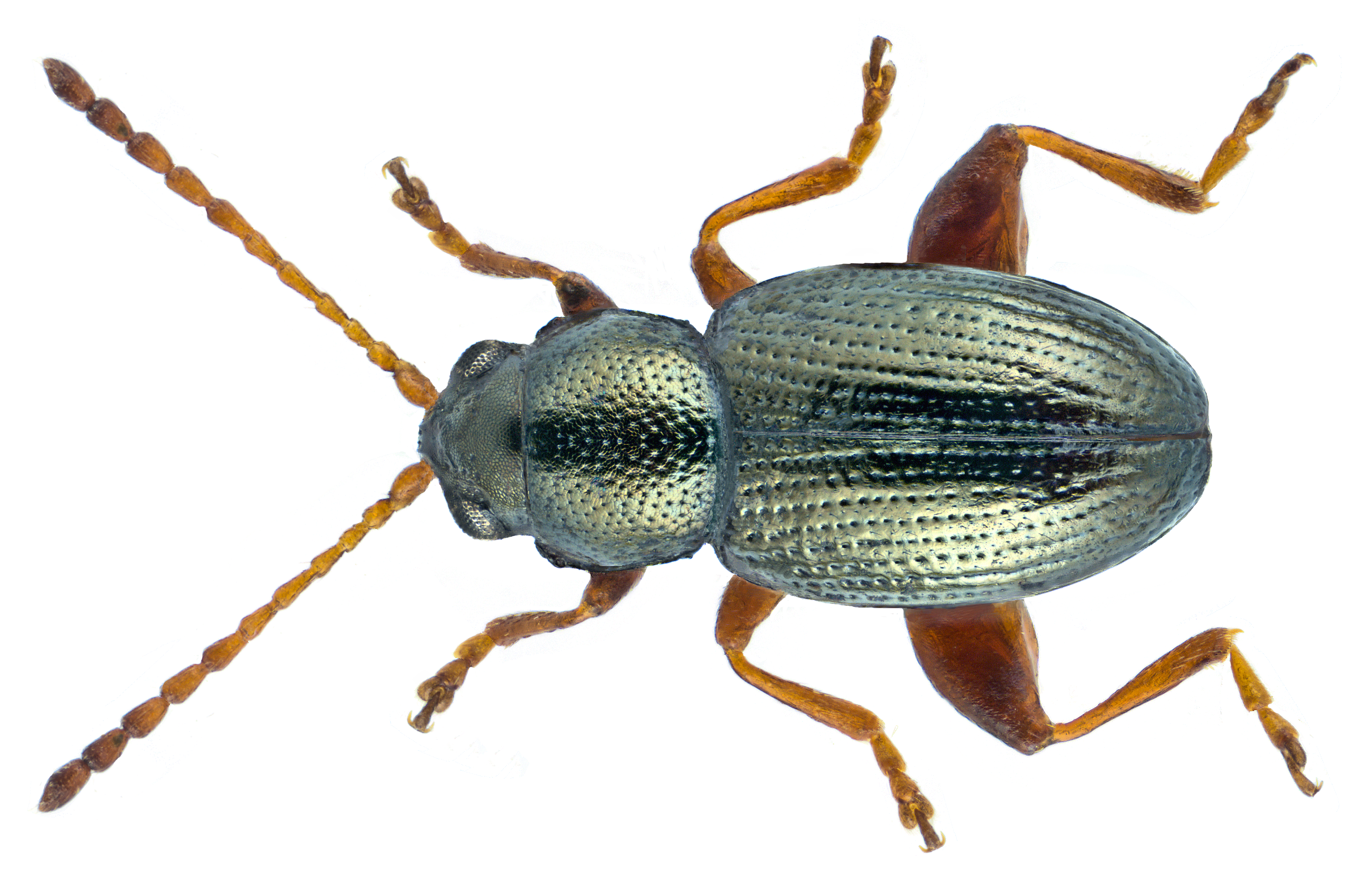
Batophila aerata

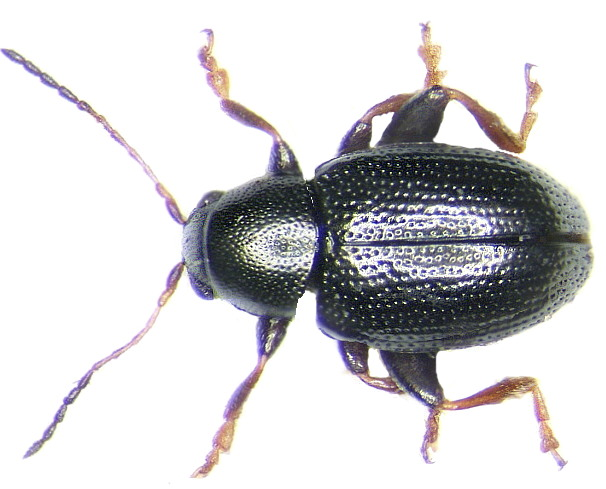
Chaetocnema aridula

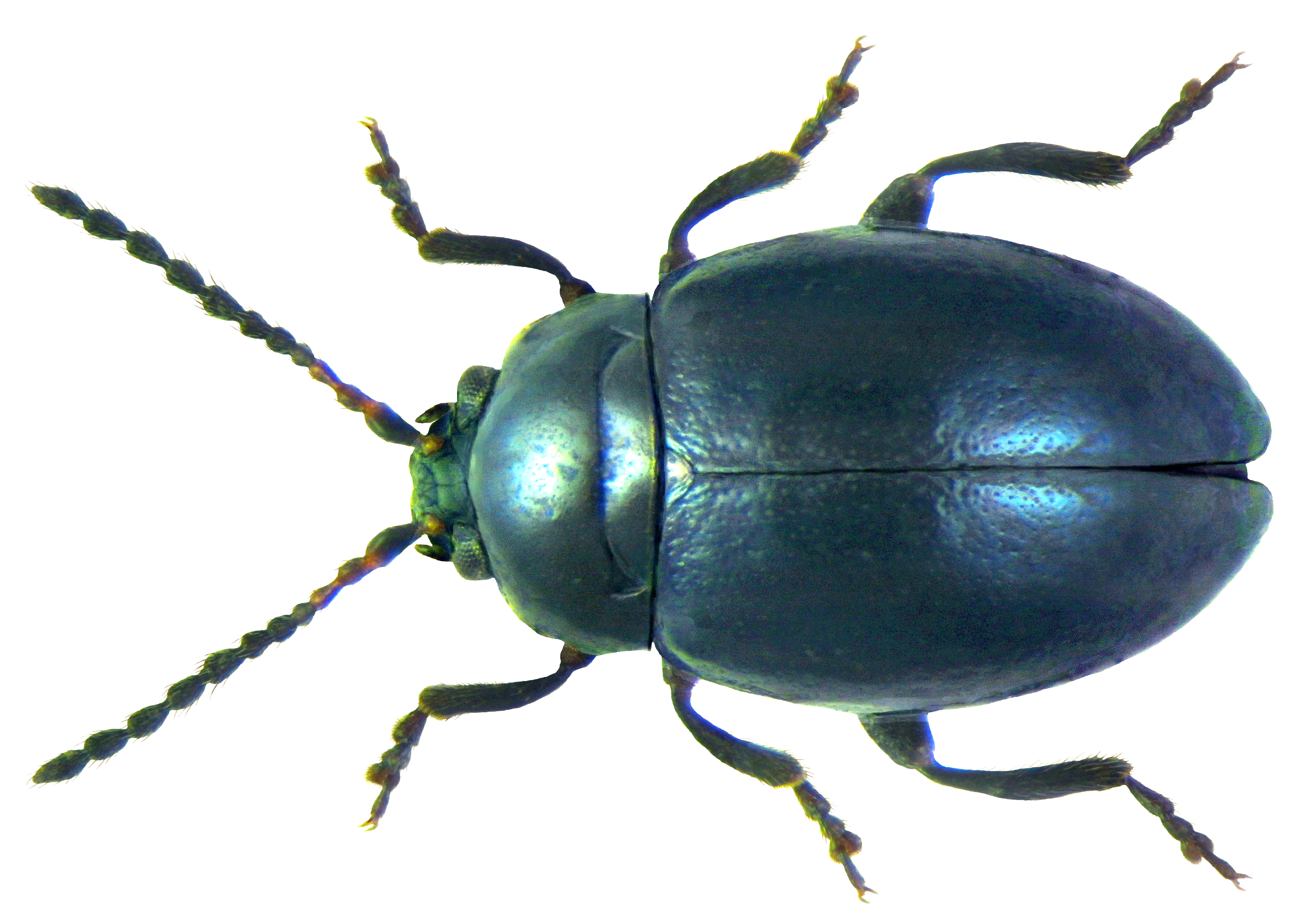
Hermaeophaga mercurialis

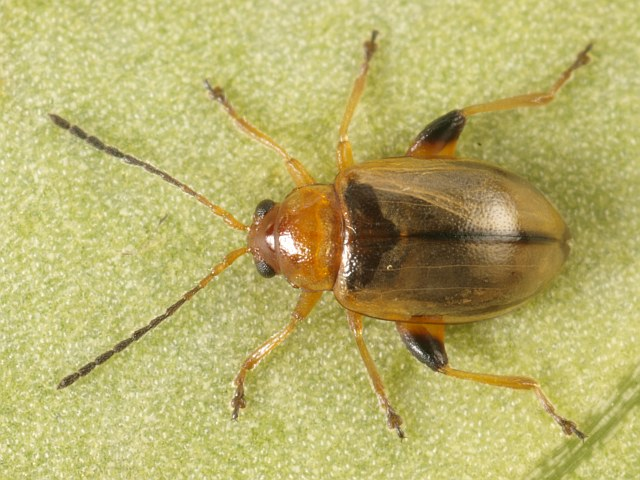
Aphthona lutescens

Pchełki ziemne, pchełkowate, płeszki (Alticinae lub Alticini) – podrodzina lub plemię chrząszczy z podrzędu wielożernych i rodziny stonkowatych. Obejmuje około 8 tysięcy gatunków. Charakteryzują się obecnością w tylnych, zwykle powiększonych udach aparatu Maulika, który umożliwia im skakanie. Większość to fitofagi. Należy tu wiele szkodników roślin uprawnych.

## Opis
Chrząszcze o ciele przynajmniej nieco przypłaszczonym, w faunie Polski do 5 mm długości. Głowa wciągnięta w przedplecze, ale nie zakryta nim całkowicie. Narządy gębowe skierowane pionowo ku dołowi. Czułki osadzone są między oczami, blisko siebie. Przedplecze szerokie, zwykle zbliżone szerokością do pokryw. Małe pygidium skierowane jest skośnie ku tyłowi. Cechą wyróżniającą tę grupę jest obecność aparatu Maulika w udach tylnej pary odnóży. Ma on postać zesklerotyzowanego ścięgna i służy jako zaczep dla naprężonych mięśni. U wszystkich gatunków europejskich ponadto uda są wyraźnie zgrubiałe. Gatunki o zgrubiałych udach zdolne są do skakania. W oznaczaniu tych chrząszczy dużą rolę odgrywa budowa aparatów kopulacyjnych samców, a niekiedy także spermatek samic.

## Ekologia i występowanie
Większość gatunków to fitofagi, głównie mono- i oligofagi, ale znane są też gatunki o szerszym spektrum pokarmowym. Takson kosmopolityczny. W Polsce występują co najmniej 192 gatunki, a kolejnych 59 było notowanych.

## Znaczenie gospodarcze
Wiele gatunków żeruje na roślinach uprawnych, zarówno zielnych jak i drzewiastych. Niektóre z nich uznawane są za szkodniki. W Polsce do ważniejszych należą: Chaetocnema aridula i C. hortensis, żerujące na zbożach; C. concinna, żerująca na burakach; Phyllotreta atra, P. cruciferae, P. nemorum, P. nigirpes, P. undulata i P. vittata, żerujące na kapustowatych; Aphthona euphorbiae i Longitarsus parvulus, żerujące na lnie oraz Psylliodes attenuata, żerujący na konopiach. Z kolei gatunki żerujące na chwastach uznaje się za pożyteczne, np. Longitarsus pellucidus, żerujący na powoju polnym.

## Systematyka
Należy tu około 8 tysięcy opisanych gatunków, w związku z czym stanowią największą podrodzinę lub największe plemię stonkowatych. Zalicza się tu około 540 rodzajów:
- Abrarius
- Acallepitrix
- Acanthonycha
- Acrocrypta
- Acrocyum
- Aedmon
- Aemulaphthona
- Aeschrocnemis
- Afroaltica
- Afrocrepis
- Afrorestia
- Agasicles
- Alagoasa
- Alasia
- Alema
- Allochroma
- Alocypha
- Altica – susówka[3]
- Alytus
- Amphimela
- Analema
- Anaxerta
- Andersonaltica
- Andiroba
- Anelytropleurica
- Anerapa
- Angulaphthona
- Antanemora
- Anthobiodes
- Apalotrius
- Aphanocera
- Aphthona – zapadka[3]
- Aphthonaltica
- Aphthonella
- Aphthonoides
- Apleuraltica
- Apraea
- Apteraltica
- Apteropeda
- Araguaenia
- Araoua
- Archilactica
- Argopistes
- Argopistoides
- Argopus – gruboudka[3]
- Arrhenocoela
- Arsipoda
- Asiophrida
- Asphaera
- Asphaerina
- Asutosha
- Atyphus
- Aulonodera
- Axillofebra
- Ayalaia
- Babiohaltica
- Balzanica
- Bangalaltica
- Batophila – namalinka[3]
- Bechuana
- Bechynella
- Bellacincta
- Bellaltica
- Benedictus
- Benficana
- Bezdekaltica
- Bhamoina
- Bikasha
- Bimala
- Blepharella
- Blepharida
- Bonfilsus
- Borbaita
- Borinken
- Borneocycla
- Brachyscelis
- Brasilaphthona
- Bubiscus
- Buphonella
- Cacoscelis
- Caeporis
- Calipeges
- Callangaltica
- Calliphron
- Caloscelis
- Cangshanaltica
- Capraita
- Carcharodis
- Carecuruna
- Carminaltica
- Celisaltica
- Centralaphthona
- Cerichrestus
- Cerotrus
- Chabria
- Chaetocnema – naudka[3]
- Chaillucola
- Chalaenaria
- Chalaenosoma
- Chalatenanganya
- Chaloenus
- Chaparena
- Chilocoristes
- Chirodica
- Chlamophora
- Chorodecta
- Chrysogramma
- Chrysomila
- Clavicornaltica
- Cleonica
- Cleophes
- Clitea
- Collartaltica
- Conococha
- Cornulactica
- Coroicona
- Corynothona
- Crepichaeta
- Crepicnema
- †Crepidocnema[9]
- Crepidodera – podrywka[3]
- Crepidoderoides
- Crepidosoma
- Crimissa
- Cuyabasa
- Cyrsylus
- Decaria
- Deciplatus
- Demarchus
- Dentilabra
- Derocrepis
- Deuteraltica
- Diacacoscelis
- Diamphidia
- Dibolia – dwukolcówka[3]
- Dimonikaea
- Dinaltica
- Diosyphraea
- Diphaltica
- Diphaulaca
- Diphaulacosoma
- Discotarsa
- Disonycha
- Disonychodes
- Distigmoptera
- Djallonia
- Docema
- Docemina
- Dodericrepa
- Doloresa
- Drakensbergianella
- Dunbrodya
- Dysphenges
- Egleraltica
- Elithia
- Elytropachys
- Enneomacra
- Epitrix – włochatka[3]
- Eriotica
- Erystana
- Erystus
- Etapocanga
- Ethiopia
- Eudolia
- Eudoliamorpha
- Eudoliomima
- Eugoniola
- Eupeges
- Euphenges
- Euphitrea
- Euplectroscelis
- Eurylegna
- Eurylegniella
- Eutornus
- Eutrea
- Exartematopus
- Exaudita
- Exoceras
- Febra
- Forsterita
- Furthia
- Gabonia
- Genaphthona
- Gethosynus
- Gioia
- Glaucosphaera
- Glenidion
- Glyptina
- Goniosystena
- Gopala
- Goweria
- Grammicopterus
- Guadeloupena
- Guilelmia
- Guinerestia
- Haemaltica
- Halticopsis
- Halticorcus
- Halticotropis
- Heikertingerella
- Heikertingeria
- Hemiglyptus
- Hemilactica
- Hemiphrynus
- Hemipyxis
- Hemipyxoides
- Hermaeophaga – szczyrówka[3]
- Hermenegilda
- Hespera
- Hesperella
- Heyrovskya
- Hildenbrandtina
- Hippuriphila – skrzypówka[3]
- Hirtasphaera
- Hirtiaphthona
- Homelea
- Homichloda
- Homoschema
- Homotyphus
- Hornaltica
- Huarinillasa
- Hydmosyne
- Hylodromus
- Hypantherus
- Hyphaltica
- Hyphalticoda
- Hyphasis
- Hypolampsis
- Idaltica
- Iphitrea
- Iphitroides
- Iphitromela
- Iphitroxena
- Itapiranga
- Ivalia
- Jacobyana
- Jobia
- Kamala
- Kanonga
- Kashmirobia
- Kenialtica
- Kimongona
- Kiskeya
- Kuschelina
- Laboissierea
- Laboissierella
- Lacpactica
- Lacpacticoides
- Lactina
- Lampedona
- Lanka
- Lankanella
- Lankaphthona
- Laosia
- Laotzeus
- Laselva
- Lepialtica
- Leptodibolia
- Leptophysa
- Lesagealtica
- Lesneana
- Letzuella
- Licyllus
- Linaltica
- Lipromela
- Lipromima
- Lipromorpha
- Liprus
- Loeblaltica
- Longitarsus – długostopka[3]
- Loxoprosopus
- Luperaltica
- Luperomorpha
- Lupraea
- Lypnea
- Lypneana
- Lysathia
- Lythraria – tojeściarka[3]
- Maaltica
- Macrohaltica
- Malvernia
- Mandarella
- Manobia
- Manobiella
- Mantura – szczawiówka[3]
- Marcapatia
- Margaridisa
- Maritubana
- Maturacaita
- Maulika
- Megasus
- Megistops
- Meishania
- Mellipora
- Meraaltica
- Mesocrepis
- Mesodera
- Metroserrapha
- Micraphthona
- Micrespera
- Microcrepis
- Microdonacia
- Microsutrea
- Minota
- Minotula
- Miritius
- Mistika
- Mniophila
- Mniophilosoma
- Monomacra
- Monotalla
- Montiaphthona
- Morylus
- Moseria
- Myrcina
- Myrcinoides
- Nankus
- Nasidia
- Nasigona
- Neoacanthobioides
- Neocacoscelis
- Neoclitena
- Neocrepidodera
- Neodera
- Neodiphaulaca
- Neopraea
- Neorthana
- Neorthella
- Neosphaeroderma
- Neothona
- Nephrica
- Nesaecrepida
- Nicaltica
- Nisotra
- Nonarthra
- Normaltica
- Notomela
- Notozona
- Novascuta
- Novofoudrasia
- Ntaolaltica
- Nycteronychis
- Nzerekorena
- Ochrosis
- Ocnoscelis
- Octogonotes
- Oedionychis
- Omeiana
- Omeisphaera
- Omophoita
- Omototus
- Ophrida
- Opisthopygme
- Oreinodera
- Orestia
- Orhespera
- Orisaltata
- Orodes
- Orthaltica
- Pachyonychis
- Pachyonychus
- Palaeothona
- Palmaraltica
- Palopoda
- Panchrestus
- Panilurus
- Paracacoscelis
- Paradibolia
- Paralactica
- Paralacticoides
- Paraminota
- Paraminotella
- Paranaita
- Paraphthona
- Parargopus
- Parasutra
- Parasyphraea
- Parategyrius
- Parathrylea
- Paratonfania
- Parazipangia
- Parchicola
- Parecynovia
- Parhespera
- Parlina
- Parophrida
- Paropsiderma
- Pedethma
- Pedilia
- Peltobothrus
- Penghou
- Pentamesa
- Pepila
- Perichilona
- Phaelota
- Phenrica
- Philocalis
- Philogeus
- Philopona
- Philostogya
- Phrynocepha
- Phydanis
- Phygasia
- Phygasoma
- Phylacticus
- Phyllotreta – pchełka[3]
- Physimerus
- Physodactyla
- Physoma
- Physomandroya
- Physonychis
- Piobuckia
- Platiprosopus
- Platycepha
- Platysphaerina
- Plectrotetra
- Pleuraltica
- Pleurasphaera
- Pleurochroma
- Podagrica – rzutka[3]
- Podagricella
- Podagricina
- Podagricomela
- Podaltica
- Podontia
- Polyclada
- Prasona
- Pratima
- Priobolia
- Procalus
- Profebra
- Propiasus
- Prosplecestha
- Protopsilapha
- Pseudadorium
- Pseudaphthona
- Pseudargopus
- Pseudodera
- Pseudodibolia
- Pseudodisonycha
- Pseudogona
- Pseudolampsis
- Pseudoliprus
- Pseudophygasia
- Pseudorthygia
- Pseudostenophyma
- Psilapha
- Psylliodes – płeszka[3]
- †Psyllototus[10]
- Ptocadica
- Pydaristes
- Pyxidaltica
- Resistenciana
- Rhinotmetus
- Rhynchasphaera
- Rhypetra
- Roicus
- Rosalactica
- Sanariana
- Sanckia
- Sangariola
- Scelidopsis
- Sebaethoides
- Sericopus
- Serraphula
- Sesquiphaera
- Setsaltica
- Seychellaltica
- Sidfaya
- Simaethea
- Sinaltica
- Sinocrepis
- Sitacella
- Sjoestedtinia
- Sophraena
- Sophraenella
- Sparnus
- Sphaerochabria
- Sphaeroderma – ostówka[3]
- Sphaerodermella
- Sphaerometopa
- Sphaeronychus
- Sphaerophrida
- Sphaerophysa
- Sphaeropleura
- Stegnaspea
- Stegnea
- Stenoluperus
- Stenophyma
- Strabala
- Stuckenbergiana
- Styrepitrix
- Suetes
- Sumatrahaltica
- Sutrea
- Syphrea
- Systena
- Taiwanohespera
- Taiwanoliprus
- Taiwanorestia
- Tamdaoana
- Tebalia
- Tegyrius
- Temnocrepis
- Tenosis
- Teresopolisia
- Terpnochlorus
- Tetragonotes
- Thrasychroma
- Tonfania
- Torodera
- Toxaria
- Trachytetra
- Tribolia
- Trichaltica
- Trifiniocola
- Triphaltica
- Tritonaphthona
- Ulrica
- Upembaltica
- Utingaltica
- Vilhenaltica
- Walterianella
- Wanderbiltiana
- Warchaltica
- Wittmeraltica
- Xanthophysca
- Xenidea
- Xuthea
- Yaminia
- Yemenaltica
- Yetialtica
- Yoshiakia
- Yumaphthona
- Yungaltica
- Yunohespera
- Yunotrichia
- Zangaltica
- Zeteticus
- Zipanginia
- Zomba